# Vitor Hugo de Miranda
Vitor Hugo de Miranda (* 11. Dezember 1996) ist ein brasilianischer Sprinter, der sich auf den 400-Meter-Lauf spezialisiert hat.

## Sportliche Laufbahn
Erste Erfahrungen bei internationalen Meisterschaften sammelte Vitor Hugo de Miranda im Jahr 2022, als er bei den Ibero-Amerikanischen Meisterschaften in La Nucia in 46,11 s den fünften Platz im 400-Meter-Lauf belegte und mit der brasilianischen 4-mal-400-Meter-Staffel mit 3:10,12 min auf Rang fünf gelangte. Anschließend startete er mit der Mixed-Staffel bei den Weltmeisterschaften in Eugene und verpasste dort mit 3:18,19 min den Finaleinzug. Im Oktober belegte er bei den Südamerikaspielen in Asunción in 46,95 s den vierten Platz im Einzelbewerb und gewann in 3:06,79 min gemeinsam mit Lucas Rodrigues da Silva, Lucas Carvalho und Douglas Mendes die Silbermedaille mit der Männerstaffel hinter dem venezolanischen Team. Im Jahr darauf gewann er mit der Staffel in 3:04,15 min gemeinsam mit Lucas Carvalho, Maxsuel dos Santos und Douglas Mendes die Silbermedaille bei den Südamerikameisterschaften in São Paulo hinter dem venezolanischen Team. Bei den World Athletics Relays 2024 in Nassau wurde er in 3:01,86 min Erster im C-Lauf in der 2. Qualifikationsrunde für die Olympischen Spiele und sicherte damit dem brasilianischen Team einen Startplatz. Kurz darauf siegte er mit der Mixed-Staffel in 3:17,85 min bei den Ibero-Amerikanischen Meisterschaften in Cuiabá und belegte mit der Männerstaffel in 3:09,85 min den vierten Platz. 
2021 wurde de Miranda brasilianischer Meister in der 4-mal-400-Meter-Staffel sowie 2021 und 2023 in der Mixed-Staffel.

## Persönliche Bestzeiten
- 400 Meter: 45,62 s, 1. Mai 2022 in São Paulo